# Ricardo Galvão

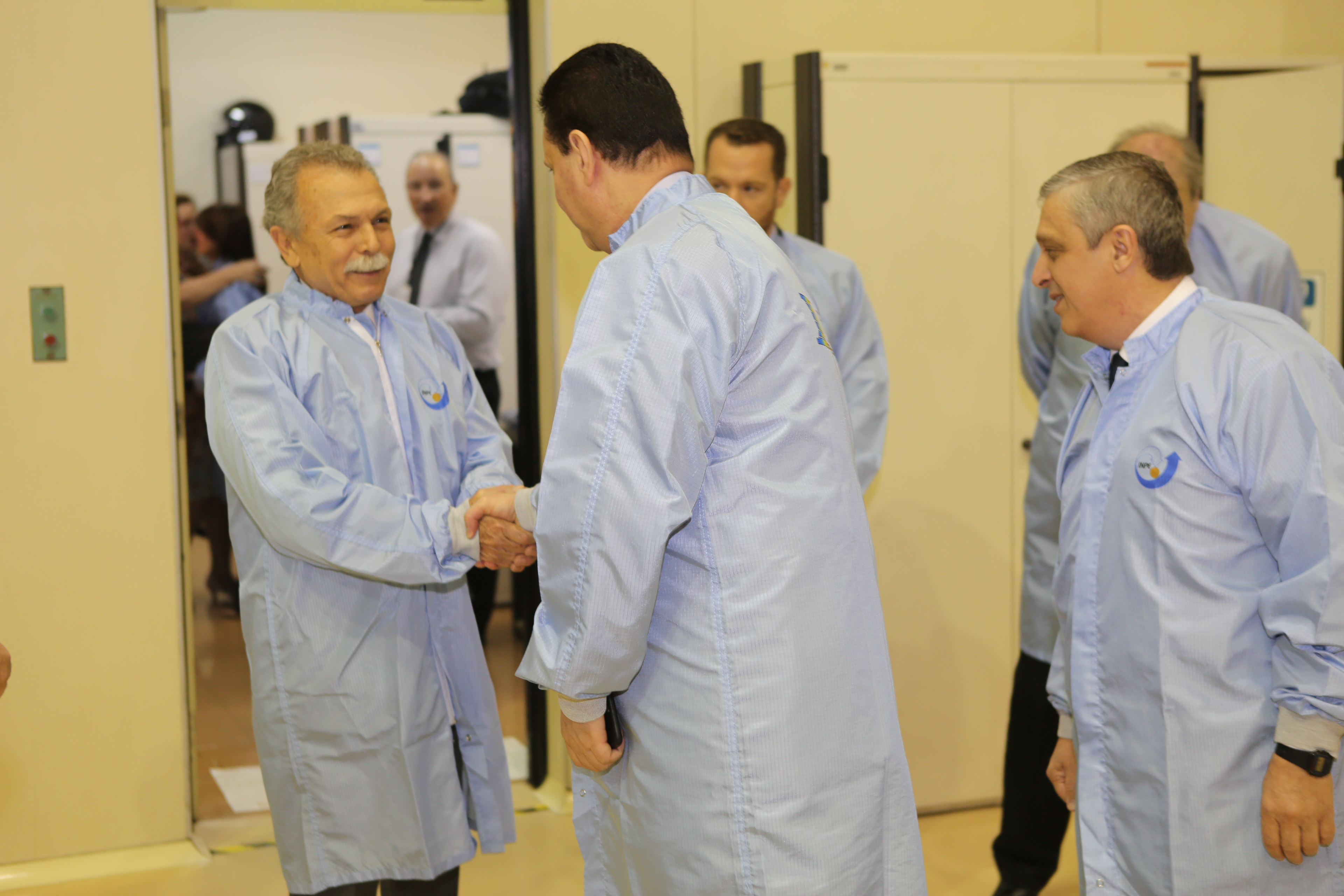
Galvão y el entonces ministro Gilberto Kassab en 2016.

Ricardo Magnus Osório Galvão (Itajubá,  21 de diciembre de 1947) es un destacado físico, ingeniero y profesor brasileño, fue director general del Instituto Nacional de Investigaciones Espaciales (INPE). Es profesor titular del Instituto de Física de la Universidad de São Paulo, miembro de la Academia Brasileña de Ciencias, miembro del Institute of Physics y concejal de la Sociedad Europea de Física. Ha ocupado cargos importantes dentro de la comunidad brasileña de física, como la presidencia de la Sociedad Brasileña de Física (2013-2016) y la dirección del Centro Brasileño de Investigación en Física (2004-2011).
La investigación de Galvão se dedica principalmente a la física del plasma y la fusión magnética termonuclear. Se desempeñó como miembro de la junta de Física del Plasma y Fusión Controlada (1995-2005) y dirigió el Laboratorio de Física del Plasma de la Universidad de São Paulo (2000-2016), donde supervisó el funcionamiento del tokamak TCABR.
En agosto de 2019, fue destituido de su cargo de director general del Instituto Nacional de Investigaciones Espaciales, luego de un desacuerdo público con el presidente Jair Bolsonaro por datos científicos que mostraban un aumento significativo de la deforestación en la selva amazónica desde que este último asumió el cargo.

## Biografía
Ricardo Galvão ha recibido los títulos de ingeniero de telecomunicaciones (Universidad Federal Fluminense, 1969), maestría en ciencias (Universidad de Campinas, 1972) y doctorado (MIT, 1976). Ha sido profesor asistente en la Universidad de Campinas desde 1971 hasta 1982, profesor adjunto en la Universidad de São Paulo desde 1983 hasta 1991 y profesor titular desde 1991 en la Universidad de São Paulo. Asimismo, ha sido investigador del Centro Técnico Aeroespacial entre 1982 y 1986.

## Premios
- 1984: Centro Internacional de Física Teórica, Trieste, Italia, por sus contribuciones teóricas en equilibrio y estabilidad MHD, modos resistivos e interacción láser-materia.[9]
- 2008: Comendador de la Orden Nacional del Mérito Científico
- 2015: Medalla Carneiro Felipe

## Fricción con Jair Bolsonaro
El viernes 19 de julio de 2019, el presidente Jair Bolsonaro criticó públicamente a Ricardo Galvão durante una rueda de prensa con la prensa internacional, acusándolo de dar datos mentirosos sobre la deforestación de la Amazonía y estar al servicio de alguna ONG: «El tema del INPE, tengo la convicción de que los datos son mentirosos. Incluso envié a ver quién es el tipo que está frente al INPE. Tendrá que venir a explicar aquí en Brasilia esos datos que pasaron a la prensa de todo el mundo, que nuestro sentimiento no coincide con la verdad. Incluso parece que está al servicio de alguna ONG, lo cual es muy común.»
El sábado, Galvão contrarrestó las críticas hechas por el presidente:

Lo primero que puedo decir es que el señor Jair Bolsonaro tiene que entender que un Presidente de la República no puede hablar en público, especialmente en una rueda de prensa, como si estuviera en una conversación de bar. Hizo comentarios impropios sin ninguna base e hizo ataques inaceptables no sólo a mí, sino a las personas que trabajan por la ciencia en este país. Dijo estar convencido de que los datos del INPE son mentira. Más que ofensivo para mí, esto fue muy ofensivo para la institución (...) Me molestó mucho, porque en mi opinión jugó conmigo el mismo juego que jugó con Joaquim Levy (quien renunció al BNDES después de ser también criticado en público por Bolsonaro). Adoptó una actitud pusilánime, cobarde, de hacer una declaración en público quizás esperando que dimita, pero yo no voy a hacer eso. Espero que me llame a Brasilia para explicar el hecho y que tenga el valor de repetirlo, mirándome a la cara, a los ojos. Tengo 71 años, soy miembro de la Academia Brasileña de Ciencias, no voy a aceptar una ofensa de este tipo. Debería tener el valor de, cara a cara, justificar lo que está haciendo. Es un ofensa "botequim". No le voy a contestar y debería llamarme personalmente y tener el valor de decírmelo cara a cara.
Ricardo Galvão

Ese mismo día, el directorio de la Sociedad Brasileña para el Avance de la Ciencia defendió a Galvão en un manifiesto que calificó los ataques de Bolsonaro como ofensivos, ideológicos y sin fundamento. El domingo, la Sociedad Brasileña de Física emitió una nota también apoyando a Galvão y deplorando los ataques realizados por el presidente. La Academia Brasileña de Ciencias y su presidente, Luiz Davidovich, también expresó su apoyo a Galvão, al igual que el exministro de Ciencia y Tecnología José Israel Vargas. El 22 de julio, Galvão recibió expresiones de apoyo de los 56 científicos que integran la Coalición Ciencia y Sociedad, de Entidades del Foro de Ciencia y Tecnología y el físico Luiz Pinguelli Rosa. Galvão reafirmó sus declaraciones anteriores y aunque no respondió a la nota del ministro Marcos Pontes por desconocer su contenido y se reunirá con el ministro antes de responder. Dijo además que ya se había puesto en contacto con el ministro. El 7 de agosto de 2019 se publicó el despido de Ricardo Galvão.
Douglas Morton, director del Laboratorio de Ciencias de la Biosfera en el Centro de Vuelos Espaciales de la NASA, dijo que los resultados del INPE eran "incuestionables", explicó que el INPE siempre había trabajado de manera técnica y juiciosa y clasificó el despido de Galvão como significativamente alarmante y reflejado como "el gobierno actual trata la ciencia".
Los datos oficiales de deforestación emitidos por el Sistema de Detección de Deforestación en Tiempo Real (DETER) confirmaron la precisión del INPE.
Por su defensa de la ciencia frente a los ataques de Bolsonaro, la revista científica Nature nombró a Galvão como una de las diez personas más importantes de la ciencia de 2019. En 2021, la Asociación Americana para el Avance de la Ciencia concedió a Galvão el Premio a la Libertad y Responsabilidad Científica.

## Tributo

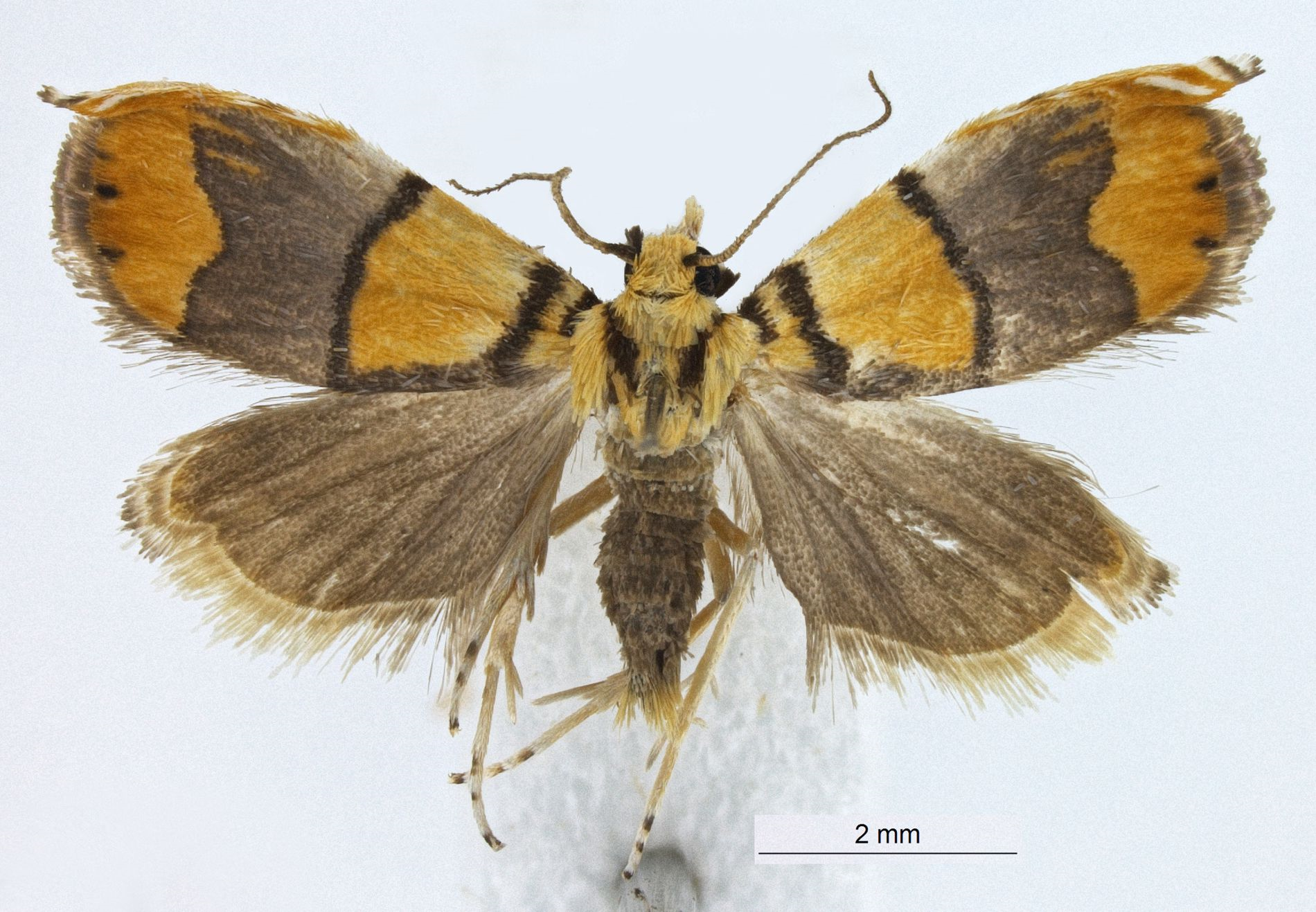
Diptychophora galvani

La polilla Diptychophora galvani (Landry & Becker, 2021) está dedicada a Galvão, "por su valor ante la adversidad profesional". Los descriptores también sugieren que "el color naranja de las alas delanteras de la polilla recuerdan los devastadores incendios que se habían hecho más frecuentes en la Amazonia en 2019, en comparación con 2018, basándose en los datos científicos del Dr. Galvão y su equipo que le costaron al Dr. Galvão su puesto de Director del Instituto Nacional Brasileño de Investigación Espacial en agosto de 2019".

## Artículos seleccionados
- Galvão, R.M.O.; Cenacchi, G. e Taroni, A. Numerical Computation of Axysymmetric MHD Equilibria without Conducting Shell. Nuclar Fusion, vol. 16, p. 457 – 457, 1976.
- Coppi, B. ; Galvao, R.M.O.; Pellat, R.; Rosenbluth, M. N.; RUTHERFORD, P. H.. Resistive Internal Kink Modes. Sovietic Journal of Plasma Physics, v. 2, p. 533, 1976
- Galvao, R.M.O. ; Sakanaka, P. H.; Shigueoka, H.. Influence of Toroidal Effects on the Stability of the Internal Kink Mode. Physical Review Letters, v. 41, p. 870–873, 1978.
- Elfimov, A. G.; Galvao, R.M.O.; Amarante-Segundo, G.; Nascimento I. C.. Ion Larmour Radius Effect on rf Ponderomotive Forces and Induced Poloidal Flow in Tokamak Plasmas. Physical Review Letters, v. 84, n.6, p. 1200–1203, 2000.